# Mistrzostwa Polski w Bobslejach 2017
Mistrzostwa Polski w Bobslejach 2017 – zawody bobslejowe o tytuł mistrza Polski rozegrane 27 października 2017 w łotewskiej Siguldzie.
Przeprowadzono jedną konkurencję – dwójki mężczyzn, w których najlepsi okazali się Mateusz Luty i Krzysztof Tylkowski. W zmaganiach wystartowało 5 zespołów. Oprócz nich gościnnie udział wzięły również po 1 dwójce ze Słowacji oraz Łotwy, które uzyskały drugi i trzeci czas, jednak nie były klasyfikowane w rywalizacji o mistrzostwo kraju.
Zawody w Siguldzie były pierwszymi zmaganiami o medale bobslejowych mistrzostw Polski od 49 lat i jednocześnie 19. w historii rywalizacją dwójek męskich w zawodach tej rangi.

## Wyniki
| Pozycja | Zawodnik                              | Ślizg 1 | Ślizg 2 | Wynik   |
| ------- | ------------------------------------- | ------- | ------- | ------- |
| 1       | Mateusz Luty Krzysztof Tylkowski      | 51,13   | 51,28   | 1:42,41 |
| 2       | Jakub Stano Łukasz Miedzik            | 52,31   | 52,34   | 1:44,65 |
| 3       | Jakub Zakrzewski Kamil Masztak        | 54,51   | 54,18   | 1.48,69 |
| 4       | Arnold Zdebiak Paweł Sarnecki         | 1:03,28 | 1:02,05 | 2:05,33 |
| 5       | Bartłomiej Michalski Mateusz Grudzień | 1:04,56 | 1:01,63 | 2:06,19 |